# Phân loại động vật không xương sống (Brusca & Brusca, 2003)
Hệ thống hóa sinh học và phân loại động vật không xương sống đề xuất bởi Richard C. Brusca và Gary J. Brusca vào năm 2003 là một hệ thống phân loại sinh học của động vật không xương sống.

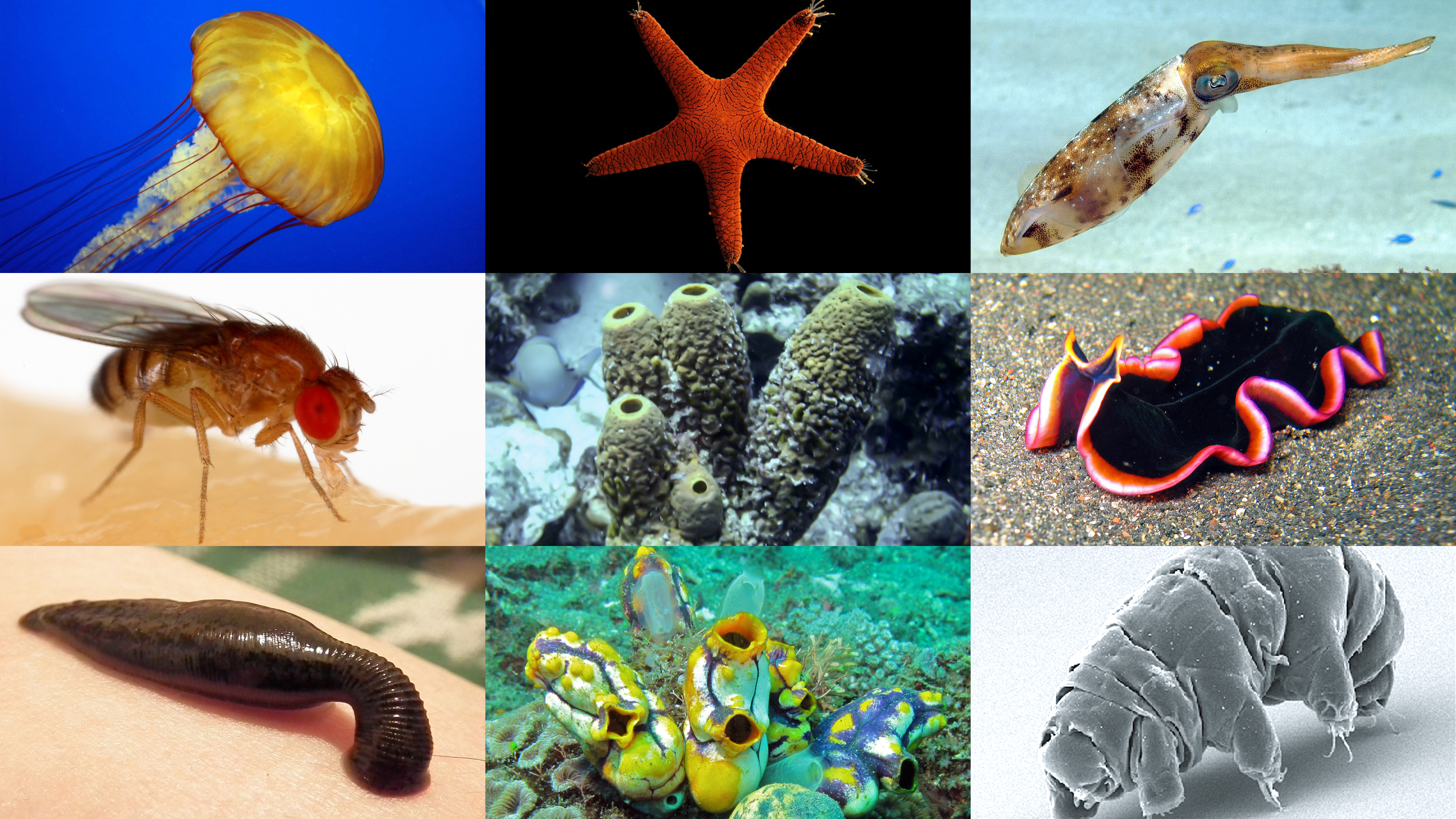
Ví dụ các loài động vật không xương sống

## Prokaryota
- Giới Eubacteria, cũng được biến đến như Bacteria – khu vực của sinh vật nhân sơ
- Giới Archaea, cũng được biến đến như Archaebacteria – nhóm các vi sinh vật đơn bào nhân sơ

## Eukaryota
- Giới Fungi
- Giới Plantae (= Metaphyta)
- Giới Protista

- Ngành Euglenida
- Ngành Kinetoplastida
- Các ngành Alveolata

- Ngành Ciliophora
- Ngành Apicomplexa – phylum of protists
- Ngành Dinoflagellata

- Ngành Stramenopila – infrakingdom of protist eukaryotes
- Ngành Rhizopoda – genus of Protozoa
- Ngành  Actinopoda – genus of Protozoa
- Ngành Granuloreticulosa – phylum of amoeboid protists
- Ngành  Diplomonadida
- Ngành  Parabasilida
- Ngành  Cryptomonada
- Ngành  Microspora
- Ngành  Ascetospora
- Ngành  Choanoflagellata
- Ngành  Chlorophyta – phylum of algae
- Ngành  Opalinida
- Incertae sedis: Chi Stephanopogon

### Giới Animalia (Metazoa)

#### Parazoa

##### Ngành  Porifera
- Ngành  Porifera

- Lớp Calcarea

- Phân lớp Calcinea
- Phân lớp Calcaronea

- Lớp Hexactinellida

- Phân lớp Amphidiscophora
- Phân lớp Hexasterophora

- Lớp Demospongiae

- Phân lớp Homoscleromorpha
- Phân lớp Tetractinomorpha
- Phân lớp Ceractinomorpha

#### Mesozoa

##### Ngành  Placozoa
- Ngành  Placozoa

- Trichoplax adhaerens

##### Ngành  Monoblastozoa
- Ngành  Monoblastozoa[2]

- Salinella

##### Ngành  Rhombozoa
- Ngành  Rhombozoa

- Bộ Dicyemida
- Bộ Heterocyemida

##### Ngành  Orthonectida
- Ngành  Orthonectida

#### Eumetazoa

##### Radiata

###### Ngành  Cnidaria
- Ngành  Cnidaria

- Lớp Hydrozoa

- Bộ Hydroida

- Phân bộ Anthomedusae (= Gymnoblastea hoặc Athecata)
- Phân bộ Leptomedusae (= Calyptoblastea hoặc Thecata)

- Bộ Trachylina
- Bộ Siphonophora
- Bộ Chondrophora
- Bộ Actinulida

- Lớp Anthozoa

- Phân lớp Octocorallia (= Alcyonaria)

- Bộ Alcyonacea
- Bộ Gastraxonacea
- Bộ Gorgonacea
- Bộ Helioporacea
- Bộ Pennatulacea
- Bộ Protoalcyonaria
- Bộ Stolonifera
- Bộ Telestacea

- Phân lớp Hexacorallia (= Zoantharia)

- Bộ Actiniaria
- Bộ Scleractinia (= Madreporaria)
- Bộ Zoanthidea
- Bộ Corallimorpharia

- Phân lớp Ceriantipatharia

- Bộ Antipatharia
- Bộ Ceriantharia

- Lớp Cubozoa
- Lớp Scyphozoa

- Bộ Stauromedusae
- Bộ Coronatae
- Bộ Semaeostomae
- Bộ Rhizostomae

###### Ngành  Ctenophora
- Ngành  Ctenophora

- Bộ Beroida
- Bộ Cestida
- Bộ Cydippida
- Bộ Ganeshida
- Bộ Lobata
- Bộ Platyctenida
- Bộ Thalassocalycida

##### Bilateria
Các nhà khoa học chia Bilateria thành ba nhóm chính: 
- Acoelomate (sinh vật không khoang) các ngành Platyhelminthes, Gastrotricha, Entoprocta, Gnathostomulida, Cycliophora.[3]
- Blastocoelomate (sinh vật có khoang giả) hay pseuducoelomate, các ngành như Rotifera, Kinorhyncha, Nematoda, Nematomorpha, Acanthocephala, Loricifera).[4]
- Coelomate (sinh vật có thể khoang) hay eucoelomate, các ngành Nemertea, Priapula, Annelida, Sipuncula, Echiura, Onychophora, Tardigrada, Arthropoda, Mollusca, Phoronida, Ectoprocta, Brachiopoda, Echinodermata, Chaetognatha, Hemichordata, Chordata.[4]

Thông thường, một số nhóm được xem là blastocoelomate, nhưng trường hợp này là acoelomate (ví dụ: Gastrotricha, Entoprocta, Gnathostomulida).
Các nhóm thuộc coelomate (ví dụ, Arthropoda, Mollusca) đã giảm đi không gian của coelom đáng kể; thường khoang cơ thể chính, là một nơi chứa đầy máu được gọi là hemocoel, và nó được liên kết với một hệ tuần hoàn mở.
Brachiopoda, Ectoprocta và Phoronida được xem như là Lophophorata.
Trong phát sinh loài, các loài động vật đối xứng hai bên được chia thành:
- Protostomia

- Cycloneuralia

- Loricifera
- Kinorhyncha
- Priapula
- Nematomorpha
- Nemata
- Gastrotricha

- Acanthocephala
- Rotifera
- Cycliophora
- Entoprocta
- Gnathostomulida
- Articulata

- Arthropoda
- Tardigrada
- Onychophora
- Annelida

- Echiura
- Mollusca
- Sipuncula
- Nemertea
- Platyhelminthes

- Deuterostomia

- Chordata

- Vertebrata
- Cephalochordata
- Urochordata

- Hemichordata

- Pterobranchia
- Enteropneusta

- Echinodermata
- Chaetognatha
- Brachiopoda
- Ectoprocta
- Phoronida

###### Ngành  Platyhelminthes
- Ngành  Platyhelminthes

- Lớp Turbellaria

- Bộ Acoela
- Bộ Catenulida
- Bộ Haplopharyngida
- Bộ Lecithoepitheliata
- Bộ Macrostomida
- Bộ Nemertodermatida
- Bộ Polycladida
- Bộ Prolecithophora
- Bộ Proplicastomata
- Bộ Proseriata
- Bộ Rhabdocoela

- Phân bộ Dalyellioida
- Phân bộ Thyphloplanoida
- Phân bộ Kalyptorhynchia
- Phân bộ Temnocephalida

- Bộ Tricladida

- Lớp Monogenea

- Phân lớp Monopisthocotylea
- Phân lớp Polyopisthocotylea

- Lớp Trematoda

- Phân lớp Digenea
- Phân lớp Aspidogastrea

- Lớp Cestoda

- Phân lớp Cestodaria
- Phân lớp Eucestoda

###### Ngành  Nemertea
- Ngành  Nemertea

- Lớp Anopla
- Lớp Enopla

###### Ngành  Rotifera
- Ngành  Rotifera

- Lớp Digonata

- Bộ Seisonidea
- Bộ Bdelloidea

- Lớp Monogononta

###### Ngành  Gastrotricha
- Ngành  Gastrotricha

- Bộ  Macrodasyida
- Bộ Chaetonotida

- Phân bộ Multitubulatina
- Phân bộ Paucitubulatina

###### Ngành  Kinorhyncha
- Ngành  Kinorhyncha

- Bộ Cyclorhagida
- Bộ Homalorhagida

###### Ngành  Nematoda (= Nemata)
- Ngành  Nematoda (= Nemata)

- Lớp Adenophorea (= Aphasmida)

- Phân lớp Enoplia
- Phân lớp Chromadoria

- Lớp Secernentea (= Phasmida)

- Phân lớp Rhabditia
- Phân lớp Spiruria
- Phân lớp Diplogasteria

###### Ngành  Nematomorpha
- Ngành  Nematomorpha

- Bộ Nectonematoidea
- Bộ Gordioidea

###### Ngành  Priapula
- Ngành  Priapula

- Family Priapulidae
- Family Tubiluchidae
- Family Maccabeidae (= Chaetostephanidae)

###### Ngành  Acanthocephala
- Ngành  Acanthocephala

- Lớp Palaeacanthocephala
- Lớp Archiacanthocephala
- Lớp Eoacanthocephala

###### Ngành  Entoprocta (= Kamptozoa)
- Ngành  Entoprocta (= Kamptozoa)

- Họ Loxosomatidae
- Họ Loxokalypodidae
- Họ Pedicellinidae
- Họ Barentsiidae

###### Ngành  Gnathostomulida
- Ngành  Gnathostomulida

- Bộ Filospermoidea
- Bộ Bursovaginoidea

###### Ngành  Loricifera
- Ngành  Loricifera

- Bộ Nanaloricida

- Họ Nanaloricidae
- Họ Pliciloricidae

###### Ngành  Cycliophora
- Ngành  Cycliophora

- Symbion pandora

###### Ngành  Annelida
- Ngành  Annelida

- Lớp Polychaeta, với 25 bộ và 87 họ (không phải tất cả đều được liệt kê)

- Bộ Capitellida
- Bộ Chaetopterida
- Bộ Cirratulida
- Bộ Eunicida
- Bộ Myzostomida
- Bộ Opheliida
- Bộ Spionida
- Bộ Orbiniida
- Bộ Oweniida
- Bộ Phyllodocida
- Bộ Sabellida
- Bộ Terebellida

- Lớp Clitellata

- Phân lớp Oligochaeta

- Bộ Lumbriculida

- Họ Lumbriculidae

- Bộ Moniligastrida

- Họ Moniligastridae

- Bộ Haplotaxida, với 25 họ (không phải tất cả đều được liệt kê)

- Họ Almidae
- Họ Megascolecidae
- Họ Tubificidae
- Họ Naididae
- Họ Lumbricidae

- Phân lớp Hirudinoidea

- Bộ Acanthobdellida
- Bộ Branchiobdellida
- Bộ Hirudinida

###### Ngành  Sipuncula
- Ngành  Sipuncula

- Lớp Phascolosomida

- Bộ Aspidosiphoniformes
- Bộ Phascolosomiformes

- Lớp Sipunculida

- Bộ Golfingiaformes

- Họ Themistidae
- Họ Phascolionidae
- Họ Golfingiidae

- Bộ Sipunculiformes

###### Ngành  Echiura
- Ngành  Echiura

- Bộ Echiuroinea
- Bộ Xenopneusta
- Bộ Heteromyota

###### Ngành  Onychophora
- Ngành  Onychophora

- Họ Peripatidae
- Họ Peripatopsidae

###### Ngành  Tardigrada
- Ngành  Tardigrada

- Bộ Heterotardigrada
- Bộ Mesotardigrada
- Bộ Eutardigrada

###### Ngành  Arthropoda
- Ngành  Arthropoda

- Phân ngành  Trilobitomorpha
- Phân ngành  Crustacea

- Lớp Remipedia
- Lớp Cephalocarida
- Lớp Branchiopoda

- Bộ Anostraca
- Bộ Notostraca
- Bộ Diplostraca

- Phân bộ Laevicaudata
- Phân bộ Spinicaudata
- Phân bộ Cyclestherida
- Phân bộ Cladocera

- Lớp Malacostraca

- Phân lớp Phyllocarida

- Bộ Lepstostraca

- Phân lớp Eumalacostraca

- Liên bộ Hoplocarida

- Bộ Stomatopoda

- Liên bộ Syncarida

- Bộ Bathynellacea
- Bộ Anaspidacea

- Liên bộ Eucarida

- Bộ Euphausiacea
- Bộ Amphionidacea
- Bộ Decapoda

- Phân bộ Dendrobranchiata
- Phân bộ Pleocyemata

- Phân thứ bộ Caridea
- Phân thứ bộ Stenopodidea
- Phân thứ bộ Brachyura
- Phân thứ bộ Anomura
- Phân thứ bộ Astacidea
- Phân thứ bộ Palinura
- Phân thứ bộ Thalassinidea

- Liên bộ Peracarida

- Bộ Mysida
- Bộ Lophogastrida
- Bộ Cumacea
- Bộ Tanaidacea
- Bộ Mictacea
- Bộ Spelaeogriphacea
- Bộ Thermosbaenacea
- Bộ Isopoda

- Phân bộ Anthuridea
- Phân bộ Asellota
- Phân bộ Calabozoidea
- Phân bộ Epicaridea
- Phân bộ Flabellifera
- Phân bộ Gnathiidea
- Phân bộ Oniscidea
- Phân bộ Phreatoicidea
- Phân bộ Valvifera

- Bộ Amphipoda

- Phân bộ Gammaridea
- Phân bộ Hyperiidea
- Phân bộ Caprellidea
- Phân bộ Ingolfiellidea

- Lớp Maxillopoda

- Phân lớp Thecostraca

- Phân thứ lớp  Facetotecta
- Phân thứ lớp  Ascothoracida
- Phân thứ lớp  Cirripedia

- Liên bộ Acrothoracica
- Liên bộ Rhizocephala
- Liên bộ Thoracica

- Phân lớp Tantulocarida
- Phân lớp Branchiura
- Phân lớp Pentastomida
- Phân lớp Mystacocarida
- Phân lớp Copepoda

- Phân thứ lớp  Progymnoplea

- Bộ [[Platycopioida]

- Phân thứ lớp  Neocopepoda

- Bộ Calanoida
- Bộ Cyclopoida
- Bộ Gelyelloida
- Bộ Harpacticoida
- Bộ Misophrioida
- Bộ Monstrilloida
- Bộ Mormonilloida
- Bộ Poecilostomatoida
- Bộ Siphonostomatoida

- Phân lớp Ostracoda

- Liên bộ Myodocopa

- Bộ Myodocopida
- Bộ Halocyprida

- Liên bộ Podocopa

- Bộ Podocopida
- Bộ Platycopida
- Bộ Palaeocopida

- Phân ngành  Hexapoda

- Lớp Entognatha

- Bộ Collembola
- Bộ Protura
- Bộ Diplura

- Lớp Insecta

- Phân lớp Archaeognatha

- Bộ Archaeognatha (= Microcoryphia)

- Phân lớp Zygentoma

- Bộ Thysanura

- Phân lớp Pterygota

- Phân thứ lớp  Palaeoptera

- Bộ Ephemeroptera
- Bộ Odonata

- Phân thứ lớp  Neoptera

- Bộ Plecoptera
- Bộ Blattodea
- Bộ Isoptera
- Bộ Mantodea
- Bộ Phasmida (= Phasmatoptera)
- Bộ Grylloblattodea
- Bộ Dermaptera
- Bộ Orthoptera
- Bộ Mantophasmatodea
- Bộ Embioptera
- Bộ Zoraptera
- Bộ Psocoptera
- Bộ Phthiraptera
- Bộ Thysanoptera
- Bộ Hemiptera
- Bộ Strepsiptera
- Bộ Megaloptera
- Bộ Raphidioptera
- Bộ Neuroptera
- Bộ Coleoptera
- Bộ Mecoptera
- Bộ Siphonaptera
- Bộ Diptera
- Bộ Trichoptera
- Bộ Lepidoptera
- Bộ Hymenoptera

- Phân ngành  Myriapoda

- Lớp Diplopoda

- Phân lớp Penicillata

- Bộ Polyxenida

- Phân lớp Chilognatha

- Bộ Callipodida
- Bộ Chordeumatida
- Bộ Glomerida
- Bộ Glomeridesmida
- Bộ Julida
- Bộ Platydesmida
- Bộ Polydesmida
- Bộ Polyzoniida
- Bộ Siphonophorida
- Bộ Siphoniulida
- Bộ Sphaerotheriida
- Bộ Spirobolida
- Bộ Spirostreptida
- Bộ Stemmiulida

- Lớp Chilopoda

- Phân lớp Notostigmophora

- Bộ Scutigeromorpha

- Phân lớp Pleurostigmophora

- Bộ Craterostigmomorpha
- Bộ Geophilomorpha
- Bộ Lithobiomorpha
- Bộ Scolopendromorpha

- Lớp Pauropoda
- Lớp Symphyla

- Phân ngành  Cheliceriformes

- Lớp Pycnogonida
- Lớp Chelicerata

- Phân lớp Merostomata

- Bộ Eurypterida
- Bộ Xiphosura

- Phân lớp Arachnida

- Bộ Acari

- Phân bộ Opiloacarifomes
- Phân bộ Parasitiformes
- Phân bộ Acariformes

- Bộ Amblypygi
- Bộ Araneae

- Phân bộ Mesothelae
- Phân bộ Opisthothelae

- Liên họ Mygalomorpha

- Họ Ctenizidae
- Họ Atypidae
- Họ Theraphosidae
- Họ Dipluridae

- Liên họ Araneomorphae

- Họ Loxoscelidae
- Họ Theridiidae
- Họ Uloboridae
- Họ Araneidae
- Họ Tetragnathidae
- Họ Clubionidae
- Họ Linyphiidae
- Họ Agelenidae
- Họ Argyronetidae
- Họ Lycosidae
- Họ Pisauridae
- Họ Oxyopidae
- Họ Thomisidae
- Họ Heteropodidae
- Họ Salticidae
- Họ Dinopidae
- Họ Scytodidae

- Bộ Opiliones
- Bộ Palpigradi
- Bộ Pseudoscorpionida
- Bộ Ricinulei
- Bộ Schizomida
- Bộ Scorpiones
- Bộ Solpugida
- Bộ Uropygi

###### Ngành  Mollusca
- Ngành  Mollusca

- Lớp Aplacophora

- Phân lớp Chaetodermomorpha (= Caudofoveata)
- Phân lớp Neomeniomorpha (= Solenogastres)

- Lớp Monoplacophora
- Lớp Polyplacophora

- Bộ Lepidopleurida
- Bộ Ischnochitonida
- Bộ Acanthochitonida

- Lớp Gastropoda

- Phân lớp Prosobranchia

- Bộ Archaeogastropoda
- Bộ Mesogastropoda
- Bộ Neogastropoda

- Phân bộ Opisthobranchia

- Bộ Acochlidioidea
- Bộ Cephalaspidea
- Bộ Runcinoidea
- Bộ Sacoglossa
- Bộ Anaspidea
- Bộ Thecosomata
- Bộ Gymnosomata
- Bộ Notaspidea
- Bộ Nudibranchia

- Phân lớp Pulmonata

- Bộ Archaeopulmonata
- Bộ Basommatophora
- Bộ Stylommatophora
- Bộ Systellommatophora

- Lớp Bivalvia (=Pelecypoda, hoặc Lamellibranchiata)

- Phân lớp Protobranchia

- Bộ Nuculida (= Palaeotaxodonta)
- Bộ Solemyida (= Cryptodonta)

- Phân lớp Lamellibranchia

- Liên bộ Filibranchia (= Pteriomorpha)
- Liên bộ Eulamellibranchia (= Heterodonta)

- Bộ Palaeoheterodonta
- Bộ Veneroida
- Bộ Myoida

- Phân lớp Anomalodesmata

- Lớp Scaphopoda
- Lớp Cephalopoda (= Siphonopoda)

- Phân lớp Nautiloidea (= Tetrabranchiata)
- Phân lớp Coleoidea (= Dibranchiata)

- Bộ Sepioida
- Bộ Teuthoida (= Decapoda)
- Bộ Octopoda
- Bộ Vampyromorpha

###### Ngành  Phoronida
- Ngành  Phoronida

###### Ngành  Ectoprocta (= Bryozoa)
- Ngành  Ectoprocta (= Bryozoa)

- Lớp Phylactolaemata
- Lớp Stenolaemata
- Lớp Gymnolaemata

- Bộ Ctenostomatida
- Bộ Cheilostomata

###### Ngành  Brachiopoda
- Ngành  Brachiopoda

- Lớp Inarticulata
- Lớp Articulata

###### Ngành  Echinodermata
- Ngành  Echinodermata

- Lớp Crinoidea
- Lớp Asteroidea

- Bộ Platysterida
- Bộ Paxillosida
- Bộ Valvatida
- Bộ Spinulosida
- Bộ Forcipulatida

- ”Cúc biển” (previously the lớp Concentricycloidea, but assigned by many authorities to the Spinulosida)
- Lớp Ophiuroidea

- Bộ Oegophiurida
- Bộ  Phrynophiurida
- Bộ Ophiurida

- Lớp Echinoidea

- Phân lớp Cidaroidea
- Phân lớp Euechinoidea

- Phân thứ lớp  Echinothurioidea
- Phân thứ lớp  Acroechinoidea

- Đội Diadematacea
- Đội Echinacea
- Đội Irregularia

- Lớp Holothuroidea

- Phân lớp Dendrochirotacea

- Bộ Dactylochirotida
- Bộ Dendrochirotida

- Phân lớp Aspidochirotacea

- Bộ Aspidochirotida
- Bộ Elasipodida

- Phân lớp Apodacea

- Bộ Molpadida
- Bộ Apodida

###### Ngành  Chaetognatha
- Ngành  Chaetognatha

- Bộ Phragmophora
- Bộ Aphragmophora

###### Ngành  Hemichordata
- Ngành  Hemichordata

- Lớp Enteropneusta
- Lớp Pterobranchia
- Lớp Planctosphaeroidea

###### Ngành  Chordata
- Ngành  Chordata

- Phân ngành  Urochordata (= Tunicata)

- Lớp Ascidiacea
- Lớp Thaliacea
- Lớp Appendicularia (= Larvacea)
- Lớp Sorberacea

- Phân ngành  Cephalochordata (= Acrania)
- Phân ngành  Vertebrata

- Lớp Myxini
- Lớp Cephalaspidomorphi
- Lớp Chondrichthyes
- Lớp Osteichthyes
- Lớp Amphibia
- Lớp Reptiliomorpha (= Sauropsida)
- Lớp Mammalia